# Zalesie (gmina Nowe Miasto nad Pilicą)
Zalesie – wieś w Polsce, w województwie mazowieckim, w powiecie grójeckim, w gminie Nowe Miasto nad Pilicą.
Wieś szlachecka położona była w drugiej połowie XVI wieku w powiecie bielskim ziemi rawskiej województwa rawskiego. W latach 1975–1998 miejscowość należała administracyjnie do województwa radomskiego.
W 1922 w Zalesiu urodziła się Małgorzata Handzelewicz-Wacławek. 